# Хеммингс, Дэвид
Дэ́вид Хе́ммингс (англ. David Hemmings, 18 ноября 1941, Гилфорд, Суррей, Великобритания — 3 декабря 2003, Бухарест, Румыния) — британский актёр, режиссёр и продюсер. Наибольшую известность приобрёл после исполнения главной роли в фильме Микеланджело Антониони «Фотоувеличение».

## Ранние годы
Дэвид Хеммингс родился в Гилфорде, графство Суррей, в семье отца, торговца печеньем, и матери-домохозяйки.

## Бенджамин Бриттен
Его образование в школе Аллейна, средней школе Глина в Юэлле и школах искусств привело его в начале карьеры к музыкальному исполнительству. Он пел как мальчик-сопрано в нескольких произведениях композитора Бенджамина Бриттена, с которым в то время у него завязалась тесная дружба. В частности, Хеммингс сыграл Майлза в камерной опере Бриттена "Поворот винта" (1954).
Хотя многие комментаторы считали, что отношения Бриттена с Хеммингсом основаны на страстном увлечении, на протяжении всей своей жизни Хеммингс категорически утверждал, что поведение Бриттена по отношению к нему всегда было безупречным. Ранее Хеммингс сыграл заглавную роль в опере Бриттена "Маленький бродяга" (1952), которая была частью цикла "Давайте создадим оперу" Бриттена.

## Личная жизнь
Дэвид Хеммингс был женат четыре раза: на Генисте Оуври (1960—1967), Гейл Ханникат (1968—1975), Пруденс де Кейсмбрут (1976—1997) и Люси Уильямс (умерла в 2002 году). Дэвид Хеммингс скончался от сердечного приступа во время съёмок фильма «Проклятые».

## Избранная фильмография

### В качестве актёра кино
| Год  |   | Русское название                 | Оригинальное название                 | Роль                 |
| ---- | - | -------------------------------- | ------------------------------------- | -------------------- |
| 1957 | ф | Святая Иоанна                    | Saint Joan                            | ...                  |
| 1960 | ф | Потопить «Бисмарк»               | Sink the Bismarck!                    | ...                  |
| 1966 | ф | Фотоувеличение                   | Blow-up                               | Томас                |
| 1966 | ф | Глаз Дьявола                     | Eye of the Devil                      | Кристиан де Керей    |
| 1967 | ф | Камелот                          | Camelot                               | Мордред              |
| 1968 | ф | Барбарелла                       | Barbarella                            | Дилдано              |
| 1968 | ф | Атака лёгкой кавалерии           | The Charge of the Light Brigade       | Нолан                |
| 1975 | ф | Кроваво-красное                  | Profondo Rosso                        | Маркус Дейли         |
| 1978 | ф | Кровные узы                      | Les Liens De Sang / Blood Relatives   | Армстронг            |
| 1979 | ф | Прекрасный жиголо, бедный жиголо | Just a Gigolo                         | капитан Херман Крафт |
| 1979 | ф | Убийство по приказу              | Murder By Decree                      | Инспектор Фоксборо   |
| 1979 | ф | Жажда                            | Thirst                                | доктор Фрейзер       |
| 1984 | с | Воздушный волк                   | Airwolf                               | Чарльз Генри Моффет  |
| 1989 | ф | Радуга                           | The Rainbow                           | Дядя Генри           |
| 2000 | ф | Гладиатор                        | Gladiator                             | Кассий               |
| 2001 | ф | Последние желания                | Last Orders                           | Ленни                |
| 2001 | ф | Костолом                         | Mean Machine                          | Начальник тюрьмы     |
| 2001 | ф | Шпионские игры                   | Spy Game                              | Гарри Данкан         |
| 2002 | ф | Эквилибриум                      | Equilibrium                           | Проктор              |
| 2002 | ф | Банды Нью-Йорка                  | Gangs of New York                     | Джон Ф. Шермерхорн   |
| 2003 | ф | Лига выдающихся джентльменов     | The League of Extraordinary Gentlemen | Найджел              |
| 2004 | ф | Проклятые                        | Blessed                               | Эрл Сидней           |

### В качестве режиссёра и продюсера
| Год  |   | Русское название                 | Оригинальное название        | Роль               |
| ---- | - | -------------------------------- | ---------------------------- | ------------------ |
| 1971 | ф | Мелоди                           | Melody                       | продюсер           |
| 1973 | ф | Четырнадцать                     | The 14                       | режиссёр           |
| 1977 | ф | Исчезновение                     | The Disappearance            | продюсер           |
| 1978 | ф | Прекрасный жиголо, бедный жиголо | Schöner Gigolo, armer Gigolo | режиссёр           |
| 1981 | ф | Выживший                         | The Survivor                 | режиссёр           |
| 1981 | ф | К сокровищам авиакатастрофы      | Race for the Yankee Zephyr   | режиссёр, продюсер |
| 1982 | ф | Охота на индюшек                 | Turkey Shoot                 | продюсер           |